# Dielektrischer Resonator
Ein dielektrischer Resonator (DR) ist ein elektronisches Bauelement, das scharfe Resonanzfrequenzen besitzt. Diese liegen im Mikrowellenbereich und werden von den geometrischen Abmessungen und der Dielektrizitätszahl bestimmt.  Sein Resonanzverhalten ähnelt dem eines Hohlleiters, er besitzt aber keine metallischen Wände. Deshalb kann er elektromagnetische Energie abstrahlen und als Antenne verwendet werden.

## Historisches
John William Strutt, 3. Baron Rayleigh, sagte vorher, dass ein unendlich langer Zylinder aus einem Dielektrikum als Wellenleiter wirken kann. Das wurde durch spätere theoretische und experimentelle Forschungen bestätigt. 
In einer 1939 erschienenen Studie wurde hergeleitet, dass dielektrische Strukturen wie metallische Hohlraumresonatoren wirken können. Dabei wurde die Bezeichnung Dielektrischer Resonator geprägt und gezeigt, dass unabgeschirmte dielektrische Resonatoren Energie abstrahlen und wegen der Umkehrbarkeit auch empfangen. Das führte zur Entwicklung von dielektrischen Antennen, die nach 1960 mit dem Beginn der modernen Kommunikationstechnologie an Bedeutung gewannen. 
Dielektrische Resonatoren können kleiner und leichter gebaut werden als die großen und schweren Hohlleiter, sie sind preiswerter und benötigen weniger Volumen.

## Funktionsweise
Obwohl sich dielektrische Resonatoren in vieler Hinsicht wie metallische Hohlraumresonatoren verhalten, gibt es einen wichtigen Unterschied: Während die elektromagnetischen Felder die Metallwände nicht durchdringen können, sind sie außerhalb von dielektrischen Resonatoren nachweisbar, obwohl sie mit wachsendem Abstand erheblich schwächer werden. Bei ausreichend hoher Dielektrizitätszahl {\displaystyle \varepsilon _{\mathrm {r} }} bleibt die meiste Energie im Resonator. Der Gütefaktor kann weit über 10000 liegen und den Wert von metallischen Resonatoren erreichen.
In dielektrischen Resonatoren können drei unterschiedliche Moden angeregt werden: TE, TM oder HEM. Daraus muss die für die Anwendung passende Untergruppe gewählt werden. Bei Anwendungen, in denen es nicht auf die Abstrahlung ankommt, wird der {\displaystyle TE_{01n}} Mode bevorzugt. In diesem Mode kann die Resonanzfrequenz eines zylindrischen dielektrischen Resonators annähern mit folgender Formel berechnet werden:
{\displaystyle f_{\mathrm {GHz} }={\frac {34}{a{\sqrt {\varepsilon _{\mathrm {r} }}}}}\left({\frac {a}{L}}+3{,}45\right)}
Dabei ist a der Zylinderradius und L seine Länge, beide in Millimetern gemessen. Das Resultat wird in GHz angegeben und ist auf 2 % genau, wenn 
{\displaystyle 0{,}5<{\frac {a}{L}}<2}
{\displaystyle 30<\varepsilon _{\mathrm {r} }<50}
Wenn der dielektrische Resonator in einem metallischen Gehäuse eingeschlossen ist, können Abweichungen auftreten, die mit geringer werdendem Abstand anwachsen. Mit Hilfe einer Störungsrechnung lassen sich für den {\displaystyle TE_{01n}} Mode folgende Regeln aufstellen:
- Wenn das abgeschnittene Volumen vorzugsweise elektrische Energie gespeichert hat, sinkt die Resonanzfrequenz.
- Wenn das abgeschnittene Volumen vorzugsweise magnetische Energie gespeichert hat, steigt die Resonanzfrequenz.

Dielektrische Resonatoren sind sehr empfindlich gegenüber Temperaturschwankungen und mechanische Vibrationen. Trotz einiger Fortschritte sind immer noch entsprechende Stabilisierungsmaßnahmen erforderlich.

## Anwendungen
Die gebräuchlichsten Anwendungen sind:
- Frequenzfilter, vorzugsweise Bandpass und Bandsperre,
- Resonator in Oszillatoren unterschiedlicher Bauarten,
- Frequenzempfindliche Begrenzer und..

### Antennen aus dielektrischen Resonatoren (DRA)
Ein nicht abgeschirmter dielektrischer Resonator verliert Strahlungsenergie, weshalb er als Antenne fungieren kann. Gegenüber anderen Antennenbauformen bietet ein DRA Vorteile:
- Eine Antenne aus dielektrischen Resonatoren hat etwa die Größe {\displaystyle {\tfrac {\lambda _{0}}{\sqrt {\varepsilon _{\mathrm {r} }}}}}, wobei {\displaystyle \lambda _{0}} die Wellenlänge im Freiraum und {\displaystyle \varepsilon _{\mathrm {r} }} die relative Dielektrizitätszahl des Resonatormaterials ist. Mit ausreichend großen Werten {\displaystyle (\varepsilon _{\mathrm {r} }\approx 10-100)} kann man sehr kleine Antennen bauen.
- Da es keine Verluste durch Ohmsche Widerstände gibt, steigt der Wirkungsgrad der Antenne. Das ist besonders vorteilhaft bei Millimeterwellen, wo die Leitungsverluste im Metall recht groß sein können.
- Im Millimeterwellenbereich werden oft Streifenleitungen als Wellenleiter eingesetzt, die sich sehr einfach an DRAs koppeln lassen. Der Koppelgrad kann dabei einfach durch Verschieben optimiert werden.
- Bei niedrigen Moden der DRA kann bei geeigneter Wahl von {\displaystyle \varepsilon _{\mathrm {r} }} eine relative Bandbreite von 10 % erreicht werden.